# Анушаван Гайказуні
Анушаван Гайкадзуні, також Анушаван Сосанвер (вірм. Անուշավան Սոսանվեր;) — легендарний цар Вірменії.
Онук Ари Прекрасного, розумний, обдарований юнак. Був втіленням платана або священного лісу платанів поблизу Армавіра (столиця та релігійний центр давньовірменського Араратського царства).
До Анушавана, як і до духа священного платана звертались за пророцтвами майбутнього (в лісі гадали за шепотом листя дерев). Етимологія імені свідчить, імовірно, про те, що Анушаван Сосанвер асоціювався з вічною циклічністю відродження рослинності.